# Yohan Rossel
Yohan Rossel, né le 13 février 1995 à Nîmes dans le Gard, est un pilote de rallye français. Lauréat de l'opération Rallye Jeunes FFSA en 2014, il remporte la même année le Championnat de France des rallyes Junior. Il devient champion de France des Rallyes en 2019 sur asphalte. En 2021, Yohan Rossel est sacré champion du monde de WRC3.

## Biographie

### Carrière en rallye
Yohan Rossel commence sa carrière par le karting, avant de s'engager en Caterham Academy en 2013.
En 2014, il participe à l'opération Rallye Jeunes FFSA, processus de détection, de sélection et de formation de jeunes pilotes de rallye organisé par la Fédération Française du Sport Automobile. Il s'y impose et devient l'un des deux lauréats de l'opération, parmi les 5 203 pilotes qui ont tenté leur chance cette année-là. Rossel débute alors en rallye lors du Championnat de France des Rallyes Junior 2014. Il remporte ce championnat lors de sa première année de compétition et devient ainsi le premier lauréat Rallye Jeunes FFSA à remporter une formule de promotion dès sa première participation.
Il remporte d'autres catégories de formation en France comme le Citroën Racing Trophy 2014 et 2016 ou bien le Volant Peugeot 2018.
En 2019, après quatre rallyes remportés cette saison (le Rallye d'Antibes, le Vosges Grand-Est, le Rouergue et le Rallye du Mont-Blanc), Yohan Rossel et son copilote Benoît Fulcrand, sur Citroën C3 R5, décrochent le titre de champion de France des rallyes à l'issue du Critérium des Cévennes. 
En 2021, Yohan Rossel évolue en WRC3 au volant d'une Citroën C3 Rally2 (en) de l'équipe Saintéloc Racing. Il commence la saison par une victoire au Rallye Monte-Carlo 2021 en janvier, avec Benoît Fulcrand comme copilote. Il remporte également dans sa catégorie le Rallye de Sardaigne en juin puis le Rallye d'Ypres en août, avec cette fois-ci Alexandre Coria à ses côtés.
Tout juste vainqueur du Rallye de l'Acropole, le berceau avant de sa Citroën C3 Rally2 est contrôlé comme étant au-delà du poids maximum autorisé lors de vérifications techniques après l'épreuve. Il est alors disqualifié du rallye par les commissaires sportifs, malgré avoir fait appel de la décision auprès de la FIA. Il aborde la manche finale à égalité de points avec Kajetan Kajetanowicz, qui lui aussi compte trois victoires sur la saison. Lors de cette finale, alors qu'il ne reste que deux spéciales, Yohan Rossel est classé troisième, derrière Kajetan Kajetanowicz, qui occupe la seconde place du classement temporaire. Rossel repasse devant Kajetanowicz lors de la pénultième spéciale, puis réalise le temps scratch de la dernière spéciale, finissant alors le rallye à la seconde position à 3,1 secondes devant Kajetanowicz. Il remporte alors le titre de champion du monde WRC3 2021.
En 2022, Yohan Rossel obtient le soutien de l'équipe PH Sport (en) et Citroën Racing pour un programme complet au volant de la Citroën C3 Rally2 en WRC2. Il fait équipe avec un nouveau copilote, Valentin Sarreaud. Cependant, pour des raisons de disponibilité, c'est exceptionnellement Benjamin Boulloud qui est son copilote pour le Rallye Monte-Carlo. 
En 2024, Rossel continue en WRC-2 avec Citroën Racing mais désormais l'équipe DG Sport Compétition (it) basée en Belgique est responsable du programme. Particulièrement rapide lors des trois spéciales du dimanche, il remporte la première manche du championnat WRC2, le Rallye Monte-Carlo 2024, quatre secondes devant Pepe López.

## Résultats en championnat du monde des rallyes

### Résultats en WRC
| Saison | Rallye | Rallye | Rallye | Rallye | Rallye | Rallye | Rallye | Rallye | Rallye | Rallye | Rallye | Rallye | Rallye | Rallye | Points | Classement final |
| ------ | ------ | ------ | ------ | ------ | ------ | ------ | ------ | ------ | ------ | ------ | ------ | ------ | ------ | ------ | ------ | ---------------- |
| 2017   | MON    | SWE    | MEX    | FRA    | ARG    | POR    | ITA    | POL    | FIN    | GER    | ESP    | GBR    | AUS    |        | 1      | 24e              |
| 2017   | -      | -      | -      | 10e    | -      |        |        | -      | -      |        | -      | -      | -      |        | 1      | 24e              |
|        |        |        |        |        |        |        |        |        |        |        |        |        |        |        |        |                  |
| 2019   | MON    | SWE    | MEX    | FRA    | ARG    | CHL    | POR    | ITA    | FIN    | GER    | TUR    | GBR    | ESP    | AUS    | 0      | NC               |
| 2019   | 27e    | -      | -      | -      | -      | -      | -      | -      | -      | -      | -      | -      | -      | -      | 0      | NC               |
|        |        |        |        |        |        |        |        |        |        |        |        |        |        |        |        |                  |
| 2020   | MON    | SWE    | MEX    | EST    | TUR    | ITA    | MNZ    |        |        |        |        |        |        |        | 0      | NC               |
| 2020   | 13e    | -      | -      | 22e    | -      | 39e    | 35e    |        |        |        |        |        |        |        | 0      | NC               |
|        |        |        |        |        |        |        |        |        |        |        |        |        |        |        |        |                  |
| 2021   | MON    | ARC    | CRO    | POR    | ITA    | KEN    | EST    | BEL    | GRE    | FIN    | ESP    | MNZ    |        |        | 12     | 15e              |
| 2021   | 11e    |        | 14e    | 14e    | 7e     |        |        | 7e     | Dq.    |        |        | 11e    |        |        | 12     | 15e              |

### Résultats enWRC-2
| Saison | Rallye | Rallye | Rallye | Rallye | Rallye | Rallye | Rallye | Rallye | Rallye | Rallye | Rallye | Rallye | Rallye | Rallye | Points | Classement |
| ------ | ------ | ------ | ------ | ------ | ------ | ------ | ------ | ------ | ------ | ------ | ------ | ------ | ------ | ------ | ------ | ---------- |
| 2017   | MON    | SWE    | MEX    | FRA    | ARG    | POR    | ITA    | POL    | FIN    | GER    | ESP    | GBR    | AUS    |        | 27     | 14e        |
| 2017   | -      | -      | -      | 3e     | -      | 16e    | 4e     | -      | -      | 15e    | -      | -      | -      |        | 27     | 14e        |
|        |        |        |        |        |        |        |        |        |        |        |        |        |        |        |        |            |
| 2022   | MON    | SWE    | CRO    | POR    | ITA    | KEN    | EST    | FIN    | BEL    | GRE    | NZE    | ESP    | JAP    |        | 98     | 4e         |
| 2022   | 6e     | -      | 1er    | 1er    | 11e    | -      | -      | -      | 3e     | Ab.    | -      | 2e     | -      |        | 98     | 4e         |
|        |        |        |        |        |        |        |        |        |        |        |        |        |        |        |        |            |
| 2023   | MON    | SWE    | MEX    | CRO    | POR    | ITA    | KEN    | EST    | FIN    | GRE    | CHI    | UE     | JPN    |        | 104    | 3e         |
| 2023   | 1er    | -      | -      | 1er    | 4e     | 4e     | -      | -      | Nc.    | 3e     | 4e     | Ab.    | -      |        | 104    | 3e         |
|        |        |        |        |        |        |        |        |        |        |        |        |        |        |        |        |            |
| 2024   | MON    | SWE    | KEN    | CRO    | POR    | ITA    | POL    | LET    | FIN    | GRE    | CHI    | UE     | JPN    |        | 111    | 4e         |
| 2024   | 1er    | -      | -      | 2e     | 5e     | 2e     | -      | -      | -      | 3e     | 1er    | 11e    | -      |        | 111    | 4e         |
|        |        |        |        |        |        |        |        |        |        |        |        |        |        |        |        |            |
| 2025   | MON    | SWE    | KEN    | CAN    | POR    | ITA    | GRE    | EST    | FIN    | PAR    | CHI    | UE     | JAP    | ARA    | 68*    | 1er*       |
| 2025   | 1er    | -      | -      | 1er    | 2e     |        |        |        |        |        |        |        |        |        | 68*    | 1er*       |

*Saison en cours

### Résultats enWRC-3
| Saison | Rallye | Rallye | Rallye | Rallye | Rallye | Rallye | Rallye | Rallye | Rallye | Rallye | Rallye | Rallye | Rallye | Rallye | Points | Classement final |
| ------ | ------ | ------ | ------ | ------ | ------ | ------ | ------ | ------ | ------ | ------ | ------ | ------ | ------ | ------ | ------ | ---------------- |
| 2015   | MON    | SWE    | MEX    | ARG    | POR    | ITA    | POL    | FIN    | GER    | AUS    | FRA    | ESP    | GBR    |        | 8      | 19e              |
| 2015   | 6e     | -      | -      | -      | -      | -      | -      | -      | -      | -      | 5e     | -      | -      |        | 8      | 19e              |
|        |        |        |        |        |        |        |        |        |        |        |        |        |        |        |        |                  |
| 2016   | MON    | SWE    | MEX    | ARG    | POR    | ITA    | POL    | FIN    | GER    | CHN    | FRA    | ESP    | GBR    | AUS    | 33     | 10e              |
| 2016   | -      | -      | -      | -      | -      | -      | -      | -      | -      | An.    | 2e     | -      | 3e     | -      | 33     | 10e              |
|        |        |        |        |        |        |        |        |        |        |        |        |        |        |        |        |                  |
| 2020   | MON    | SWE    | MEX    | EST    | TUR    | ITA    | MNZ    |        |        |        |        |        |        |        | 15     | 12e              |
| 2020   | 4e     | -      | -      | 9e     | -      | 11e    | 10e    |        |        |        |        |        |        |        | 15     | 12e              |
|        |        |        |        |        |        |        |        |        |        |        |        |        |        |        |        |                  |
| 2021   | MON    | ARC    | CRO    | POR    | ITA    | KEN    | EST    | BEL    | GRE    | FIN    | ESP    | MNZ    |        |        | 130    | 1er              |
| 2021   | 1er    | -      | 3e     | 2e     | 1er    | -      | -      | 1er    | Dq.    | -      | -      | 2e     |        |        | 130    | 1er              |

## Résultats en championnat d'Europe des rallyes

### Résultats en ERC-3
| Saison | Rallye | Rallye | Rallye | Rallye | Rallye | Rallye | Rallye | Rallye | Points | Classement final |
| ------ | ------ | ------ | ------ | ------ | ------ | ------ | ------ | ------ | ------ | ---------------- |
| 2019   | ACO    | CAN    | LET    | POL    | ITA    | CZE    | CHY    | HON    | 52     | 8e               |
| 2019   | 6e     | 3e     | 7e     | -      | -      | 7e     | -      | -      | 52     | 8e               |